# انریکه لوپس سارسا
انریکه لوپس سارسا (اسپانیایی: Enrique López Zarza‎؛ زادهٔ ۲۵ اکتبر ۱۹۵۷) بازیکن سابق و مربی فوتبال اهل مکزیک است.
از باشگاه‌هایی که در آن بازی کرده‌است می‌توان به باشگاه فوتبال لئون و باشگاه فوتبال اونیورسیداد ناسیونال اشاره کرد.
وی همچنین در تیم ملی فوتبال مکزیک بازی کرده‌است.